# 土田豊 (アニメ演出家)
土田 豊（つちだ ゆたか）は、日本の男性アニメーション演出家。東映アニメーション所属。

## 参加作品

### テレビアニメ
2003年
- 金色のガッシュベル!!（演出助手、各話絵コンテ・演出）

2006年
- デジモンセイバーズ（演出助手、各話絵コンテ・演出）

2007年
- ゲゲゲの鬼太郎（各話絵コンテ・演出）

2009年
- マリー&ガリー（各話絵コンテ・演出）

2010年
- リングにかけろ1 -影道編-（各話絵コンテ・演出）
- マリー＆ガリーVer.2.0（各話絵コンテ・演出）
- デジモンクロスウォーズ（各話絵コンテ・演出）

2011年
- スイートプリキュア♪（各話絵コンテ・演出）

2012年
- スマイルプリキュア!（各話絵コンテ・演出）

2013年
- 探検ドリランド -1000年の真宝-（各話絵コンテ・演出）

2014年
- 金田一少年の事件簿R（シリーズディレクター）
- ワールドトリガー（各話絵コンテ・演出）

2016年
- 魔法つかいプリキュア!（各話絵コンテ・演出）

2017年
- キラキラ☆プリキュアアラモード（各話絵コンテ・演出）

2018年
- おしりたんてい（各話絵コンテ・演出）

2019年
- スター☆トゥインクルプリキュア（各話絵コンテ・演出）

2020年
- ヒーリングっど♥プリキュア（絵コンテ）

2021年
- トロピカル〜ジュ!プリキュア（シリーズディレクター、各話絵コンテ・演出）

2022年
- デリシャスパーティ♡プリキュア（演出）

2023年
- ひろがるスカイ!プリキュア（各話絵コンテ・演出）

2024年
- わんだふるぷりきゅあ!（各話絵コンテ・演出）

2025年
- キミとアイドルプリキュア♪（演出）

### 映画
2004年
- ONE PIECE めざせ！海賊野球王（助監督）

2016年
- 映画 プリキュアオールスターズ みんなで歌う♪奇跡の魔法!（監督、絵コンテ）

2017年
- 映画 キラキラ☆プリキュアアラモード パリッと!想い出のミルフィーユ!（監督）